# Mesochorus noxiosus
Mesochorus noxiosus är en stekelart som beskrevs av Dasch 1974. Mesochorus noxiosus ingår i släktet Mesochorus och familjen brokparasitsteklar. Inga underarter finns listade i Catalogue of Life.